# 拿騷的夏洛特·布拉班蒂娜
拿騷的夏洛特·布拉班蒂娜（荷蘭語：Charlotte Brabantina van Nassau，1580年9月17日—1631年8月），出生在安特衛普，去世在雷納德堡。奧蘭治親王「沉默者」威廉一世的女兒，母親是威廉一世第三任妻子波旁-蒙龐西耶的夏洛特的第五個女兒。
拿騷的夏洛特·布拉班蒂娜在海牙的老努兒登堡長大。她的兄弟拿索的毛里茨稱她為“la belle Brabantine”。她在姐姐伊麗莎白(Countess Elisabeth of Nassau)的婚禮上結識了夏洛特與土瓦赫公爵克勞德·德·拉特雷穆耶，並於1598年3月11日與他結婚。這段婚姻維持了六年，直到公爵於1604年去世。夏洛特於1631年去世，享年50歲。

## 婚姻
婚姻中生有四個孩子：
- 亨利三世·德拉特雷莫伊勒 (Henri III de la Trémoïlle ) (1599-1674)，嫁給瑪麗亞·德拉圖爾·奧弗涅(Maria de la Tour d'Auvergne)，瑪麗亞·德拉圖爾·奧弗涅(Maria de la Tour d'Auvergne)，她的妹妹拿騷的伊麗莎白 (1577-1642)的女兒
- 夏洛特（1599-1664），嫁給德比伯爵詹姆斯·史丹利。夏洛特是英國首相邱吉爾的祖先。
- 伊莉莎白（1601-1604）
- 腓特烈 (1602-1642)，貝農和拉瓦爾伯爵